# Dat Was Mooi!
Dat Was Mooi is een compositie van de Noorse componist Rolf Wallin. Het is een werk voor marimba en orkest.
Het werk wordt door de componist een muzikaal portret van Wolfgang Amadeus Mozart genoemd, maar dan is de ruimste zin van het woord. Mozart was vogelliefhebber, hetgeen terugkomt in de buitendelen; de drie binnendelen zijn losjes gebaseerd op composities van Mozart. De titel is gebaseerd op een opmerking van Mozart zelf; zijn huisdier zong een stuk uit zijn 17e pianoconcert altijd vlekkeloos mee op drie akkoorden na; zij zijn later opgenomen in de lijst van ongepubliceerde werken onder de vermelding Das war schön (dat was mooi).

## Compositie
- deel (1): M. noir

Wallin wijkt al meteen af van Mozart en brengt met dit werk een hommage aan een andere componist, die liefhebber was van vogelzang: Olivier Messiaen;
- deel (2): Mon très cher Pére ;

Mozart componeerde vlak na de dood van zijn vader Leopold Ein musikalischer Spass met daarin drie dissonanten; deze dissonanten komen terug in dit deel;
- deel (3): 3x3

Mozart behoorde tot de vrijmetselarij; in zijn opera Die Zauberflöte wordt het deurkloppen (wachtwoord) gespeeld; Wallin laat hier de percussionist dit wachtwoord spelen (kort-lang-lang)
- deel (4): Es klinget…

een vertaling naar de marimbafoon van een thema van het klokkenspel uit Die Zauberflöte; het klokkenspel was toentertijd het enige percussie-instrument (behalve pauken) met verschillende toonhoogten;
- deel (5): Herr Stahr

Herr Starr (Engels: Mister Starling) was een huisdier (vogel) van Mozart, die vlak na Leopold overleed. De "starling" (spreeuw) is een van de meest virtuoze zangers onder de vogels; zelfs bij een vertraging van 3x in snelheid, blijft het verbazingwekkend hoe een klein vogeltje zo virtuoos kan zingen. Dit deel komt het dichtst bij de muziek van Mozart.
De muziek lijkt in het geheel niet op de muziek van Mozart zelf. Er is sprake van een 21e-eeuwse compositie met navenante klanken (dissonanten), vreemde glissandi en andere technieken. De marimba zorgt voor een lichtheid, die ook vaak in de composities van Mozart werd aangetroffen, maar die had toen nog niet de beschikking over dat instrument. In deel (2) wordt de donkere klankkleur van het solo-instrument getoond, waarin het instrument als zwaar gemompel (zoals bij een begrafenis) klinkt.

## Samenstelling
Het werk is geschreven voor:
- solist
- 2 dwarsfluiten, twee klarinetten, 2 hobo’s, twee fagotten;
- 2 hoorns, 2 trompetten;
- pauken
- strijkers.

## Bron en discografie
- Uitgave Ondine: Oslo Filharmoniske Orkester o.l.v. John Axelrod; Martin Grubinger solist.